# Хостовице
Хостовице (слч. Hostovice) насељено је мјесто са административним статусом сеоске општине (слч. obec) у округу Сњина, у Прешовском крају, Словачка Република.

## Становништво
| Година:    | 1994. | 2004.    | 2014.    | 2024.    |
| ---------- | ----- | -------- | -------- | -------- |
| Број људи: | 388   | 349      | 290      | 235      |
| Разлика:   |       | -10,05 % | -16,90 % | -18,96 % |

| Година:    | 2023. | 2024.   |
| ---------- | ----- | ------- |
| Број људи: | 237   | 235     |
| Разлика:   |       | -0,84 % |

Према подацима о броју становника из 2024. године насеље је имало 235 становника.